# Houtman Abrolhos

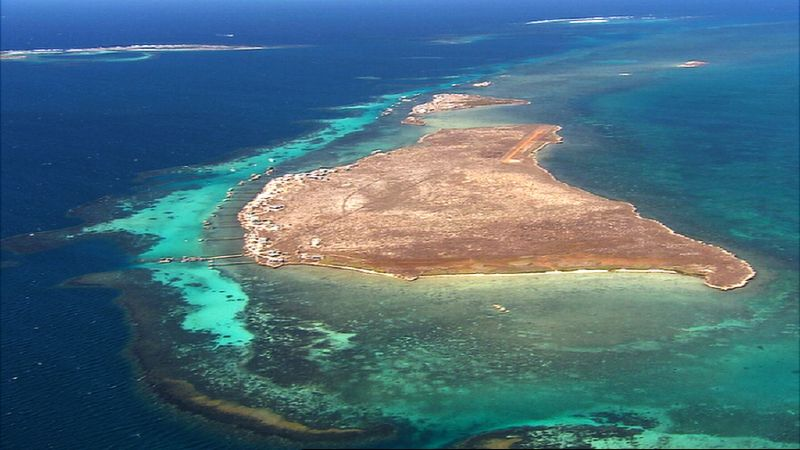
Đảo Rat, đảo lớn nhất của Houtman Abrolhos

Houtman Abrolhos là một chuỗi bao gồm khoảng 122 hòn đảo, bãi cạn và rạn san hô ở ngoài khơi bờ biển phía tây nước Úc, nằm trong Ấn Độ Dương. Quần đảo này nằm cách thành phố Geraldton, bang Tây Úc khoảng 80 km (50 dặm) về phía tây. Đây là những đảo san hô nằm ở cực nam thật của Ấn Độ Dương.
Đây là một trong những Khu vực chim quan trọng hàng đầu được BirdLife International công nhận, vì đây là nơi sinh sản của các loài chim biển quan trọng nhất thế giới. Về đa dạng sinh học, các đảo là nơi hiếm hoi mà cả các loài cận nhiệt đới và ôn đới tập trung. Các ngư dân thường ra đảo đánh bắt cá theo mùa.
Hầu hết diện tích đất liền ở các đảo là các khu bảo tồn thiên nhiên, vì thế mà du khách du lịch chỉ được phép tham quan trong ngày với số lượng giới hạn. Houtman Abrolhos được biết đến là nơi xảy ra nhiều vụ đắm tàu, nổi tiếng nhất là con tàu Batavia của Hà Lan, bị đắm năm 1629 và Zeewijk, bị đắm năm 1727.

## Địa lý
Houtman Abrolhos là tập hợp của 3 nhóm đảo lớn, là nhóm Wallabi, nhóm Easter và nhóm Pelsaert.
- Nhóm Wallabi, nằm ở cực bắc của Houtman Abrolhos. Diện tích tổng thể khoảng 17 km x 10 km. Các đảo chính bao gồm: đảo Bắc, đảo Tây Wallabi, đảo Đông Wallabi, đảo Long và đảo Beacon. Đảo Bắc lại nằm ở một vị trí biệt lập cách xa hơn 14 km về phía tây bắc của nhóm[1]. Tại nơi đây, con tàu Batavia đã bị đắm trên rạn san hô Morning gần đảo Beacon vào năm 1629[2][4]. Một xác tàu khác cũng được tìm thấy ngoài khơi đảo Beacon, là tàu Hadda, bị đắm vào tháng 4 năm 1877[5].
- Nhóm Easter, nằm ở phía đông nam của nhóm Wallabi, được ngăn cách bởi một eo biển rộng khoảng 9 km. Diện tích tổng thể khoảng 20 km x 12 km. Các đảo chính bao gồm: đảo Rat (đảo lớn nhất của Houtman Abrolhos), đảo Wooded, đảo Morley, đảo Suomi và đảo Alexander[1].
- Nhóm Pelsaert, cực nam của Houtman Abrolhos. Các đảo chính của nhóm này là đảo Gun, đảo Middle và đảo Pelsaert, rộng khoảng 9 km[1]. Rất nhiều tàu đã bị đắm tại đây. Đáng chú nhất là xác con tàu Zeewijk bị đắm năm 1727 tại rạn san hô Half Moon[3], ba con tàu bị đắm khác là Ocean Queen (đắm năm 1842)[6], Ben Ledi (đắm năm 1879)[7], Windsor (đắm năm 1908)[8].